# Dekanat miłosławski
Dekanat miłosławski – dekanat w archidiecezji gnieźnieńskiej, składa się z 10 parafii. 
Od 22 września 2023 wicedziekanem dekanatu jest ks. Michał Hinz - proboszcz Parafii Matki Bożej Częstochowskiej w Orzechowie na miejsce o. Bogdana Waliczka OSPPE. 
Parafie dziekanatu
- Parafia Narodzenia Najświętszej Maryi Panny w Biechowie
- Parafia św. Mikołaja w Czeszewie
- Parafia Najświętszego Serca Pana Jezusa w Grabowie Królewskim
- Parafia św. Apostołów Szymona i Judy Tadeusza w Kołaczkowie
- Parafia św. Jakuba Większego Apostoła w Miłosławiu
- Parafia św. Andrzeja Apostoła w Nowej Wsi Królewskiej
- Parafia Matki Bożej Częstochowskiej w Orzechowie
- Parafia św. Jakuba Większego Apostoła w Sokolnikach
- Parafia św. Michała Archanioła w Winnej Górze
- Parafia św. Mikołaja we Wszemborzu